# Långträsket (Överkalix socken, Norrbotten, 739032-179176)
Långträsket är en sjö i Överkalix kommun i Norrbotten och ingår i Kalixälvens huvudavrinningsområde. Sjön har en area på 0,214 kvadratkilometer och ligger 82,7 meter över havet.

## Delavrinningsområde
Långträsket ingår i det delavrinningsområde (738983-179159) som SMHI kallar för Mynnar i 739223-179175. Medelhöjden är 98 meter över havet och ytan är 7,45 kvadratkilometer. Det finns inga avrinningsområden uppströms utan avrinningsområdet är högsta punkten. Vattendraget som avvattnar avrinningsområdet har biflödesordning 7, vilket innebär att vattnet flödar genom totalt 7 vattendrag innan det når havet efter 107 kilometer. Avrinningsområdet består mestadels av skog (58 procent) och sankmarker (34 procent). Avrinningsområdet har 0,27 kvadratkilometer vattenytor vilket ger det en sjöprocent på 3,6 procent.